# Harri Kirvesniemi
Harri Tapani Kirvesniemi, född 10 maj 1958 i S:t Michel, är en finländsk före detta längdskidåkare.
Kirvesniemi tävlade i världscupen mellan åren 1980 och 2001 och hans största merit är guldmedaljen på 15 km vid VM 1989 på hemmaplan i Lahtis. Kirvesniemi tog under sin karriär totalt sex olympiska medaljer alla brons. Dessutom sju medaljer vid VM, förutom guldet. 
Kirvesniemi tilldelades även Holmenkollenmedaljen 1998. Han är gift med landslagskollegan Marja-Liisa Kirvesniemi som även hon tilldelades medaljen 1989. Han är far till Elisa Kirvesniemi.
Kirvesniemi var en av sex finländska skidåkare som var dopade vid VM 2001[källa behövs] i Lahtis vilket var det sista mästerskap som han deltog i.